# Liste der Monuments historiques in Geiswiller-Zœbersdorf
Die Liste der Monuments historiques in Geiswiller-Zœbersdorf führt die Monuments historiques in der französischen Gemeinde Geiswiller-Zœbersdorf auf.

## Liste der Bauwerke
| Bezeichnung                          | Beschreibung                                                                | Standort                                           | Kennzeichnung | Schutzstatus | Datum | Bild           |
| ------------------------------------ | --------------------------------------------------------------------------- | -------------------------------------------------- | ------------- | ------------ | ----- | -------------- |
| Napoleonsbank                        | Ruhebank, 19. Jahrhundert                                                   | Geiswiller, nördlich des Ortes an der D 632 (Lage) | PA00084715    | Inscrit      | 1988  |                |
| Bauernhof Wendling oder Bergschweier | Wohnhaus von 1566, 1755 umgebaut; Neben- und Stallgebäude von 1842 und 1844 | Zœbersdorf, 26, rue de la Montée (Lage)            | PA67000034    | Inscrit      | 1999  | weitere Bilder |

## Liste der Objekte
| Bezeichnung        | Beschreibung                                  | Standort                                          | Kennzeichnung | Schutzstatus | Datum | Bild |
| ------------------ | --------------------------------------------- | ------------------------------------------------- | ------------- | ------------ | ----- | ---- |
| Abendmahlsgeschirr | Kupfer, vergoldet, Mitte des 17. Jahrhunderts | Geiswiller, in der protestantischen Kirche (Lage) | PM67000086    | Classé       | 1978  |      |
| Wandgemälde        | um 1500                                       | Geiswiller, in der protestantischen Kirche (Lage) | PM67000592    | Classé       | 1982  |      |